# Roskilde
Pour le département, voir Roskilde (amt).
Roskilde est une commune située au Danemark, dans l'île de Sjælland. Elle est devenue une commune après la réforme communale du 1er janvier 2007 qui a réuni en une seule entité les anciennes municipalités de Roskilde, Ramsø et Gundsø.
La ville a une histoire fortement liée à l'âge des Vikings, avec plusieurs drakkars retrouvés dans le fjord de Roskilde. Capitale du Danemark du Xe au XVe siècle, la cathédrale de Roskilde, classée au patrimoine mondial de l'UNESCO, témoigne de l'héritage culturel du pays avec sa nécropole royale dotée de 39 tombeaux de monarques danois.
Avec 52 580 habitants en 2023, Roskilde est la plus grande ville de la région du Sjælland et un pôle économique important du Danemark.

## Géographie

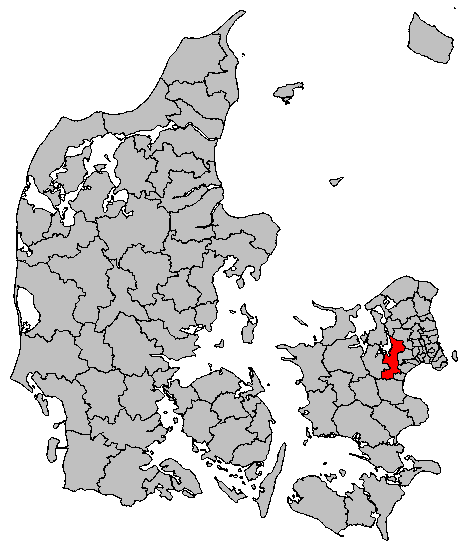
Commune de Roskilde.

La ville de Roskilde se trouve à une trentaine de kilomètres à l'ouest de Copenhague, et occupe une position centrale sur Seeland. Elle n'a quasiment pas de relief. Elle est située en bordure du fjord qui porte son nom, longtemps utilisée par les navires vikings pour bénéficier de sa position stratégique pour contrôler la baie de Kattegat, et plus généralement la mer Baltique et la mer du Nord.

## Histoire

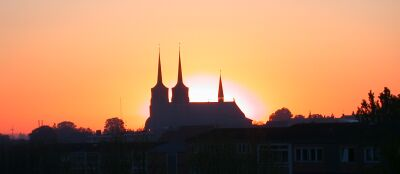
La cathédrale vue du port.

Les armes de la ville de Roskilde.

Roskilde fut la capitale du Danemark du Xe au XVe siècle. Le 26 février 1658, fut signé à Roskilde le traité de Roskilde, plus connu sous son nom nordique de paix de Roskilde, par lequel le roi de Danemark-Norvège Frédéric III fut contraint de céder plusieurs de ses provinces au roi de Suède Charles X Gustave.

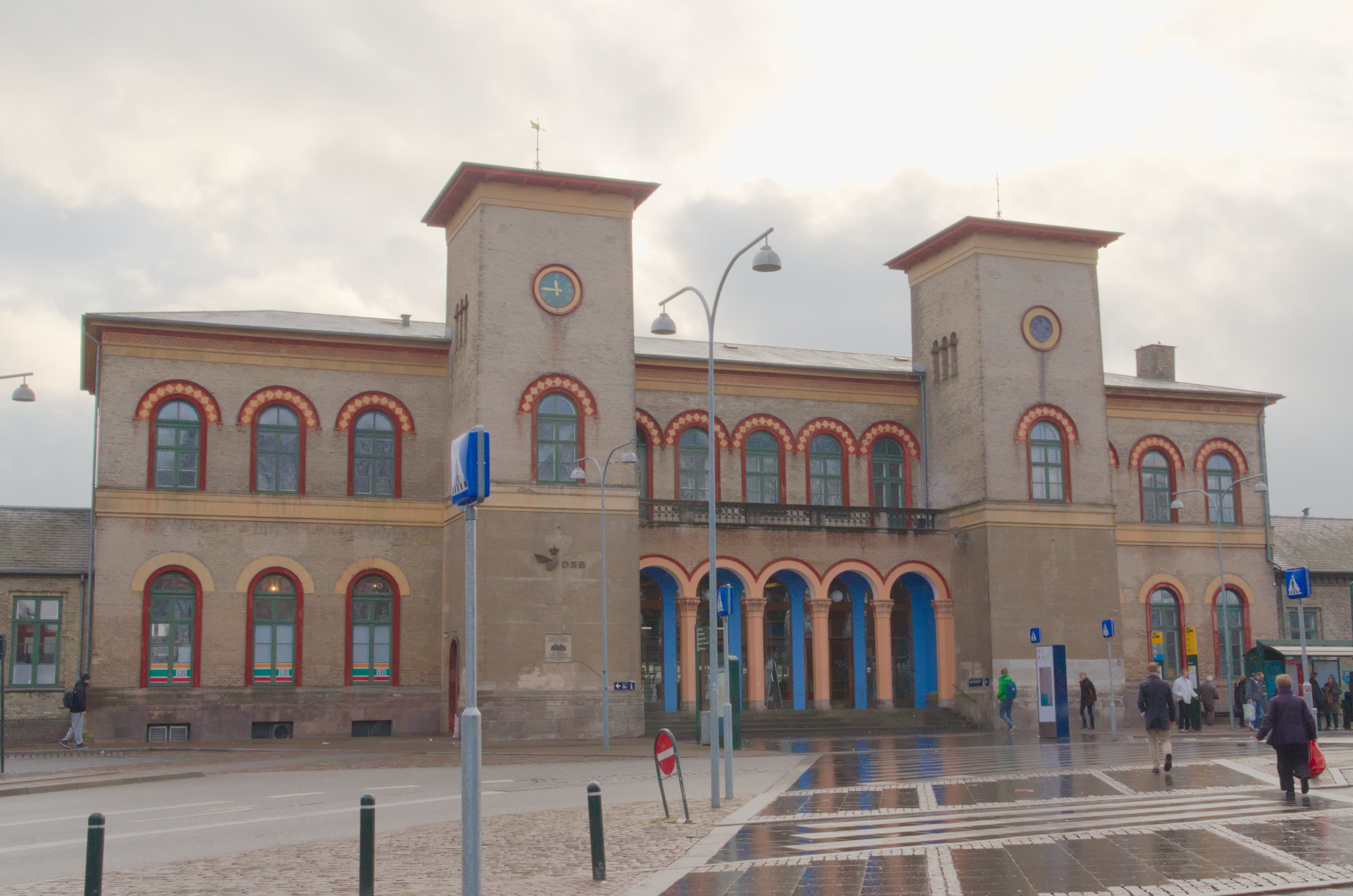
La gare de Roskilde.

La gare de Roskilde est la plus ancienne gare du Danemark encore debout, inaugurée le 27 juin 1847, pour la liaison de la ville avec Copenhague, première ligne ferroviaire danoise. La gare de Copenhague de cette époque a été détruite.
Au nord de la ville fut fondé, en 1956, le laboratoire national Risø, consacré à l'origine à la recherche nucléaire (le laboratoire a possédé un réacteur nucléaire), mais cette activité a été délaissée au profit en particulier de la recherche sur l'énergie éolienne.
De 1960 à 1962, le 
Grand Prix du Danemark de Formule 1 se déroula à Roskilde. Le circuit fut fermé et transformé en parc en 1969.
La ville de Roskilde est devenue universitaire au XXe siècle, et l'université de Roskilde (Roskilde Universitetscenter, ou RUC en danois) fut fondée en 1972.

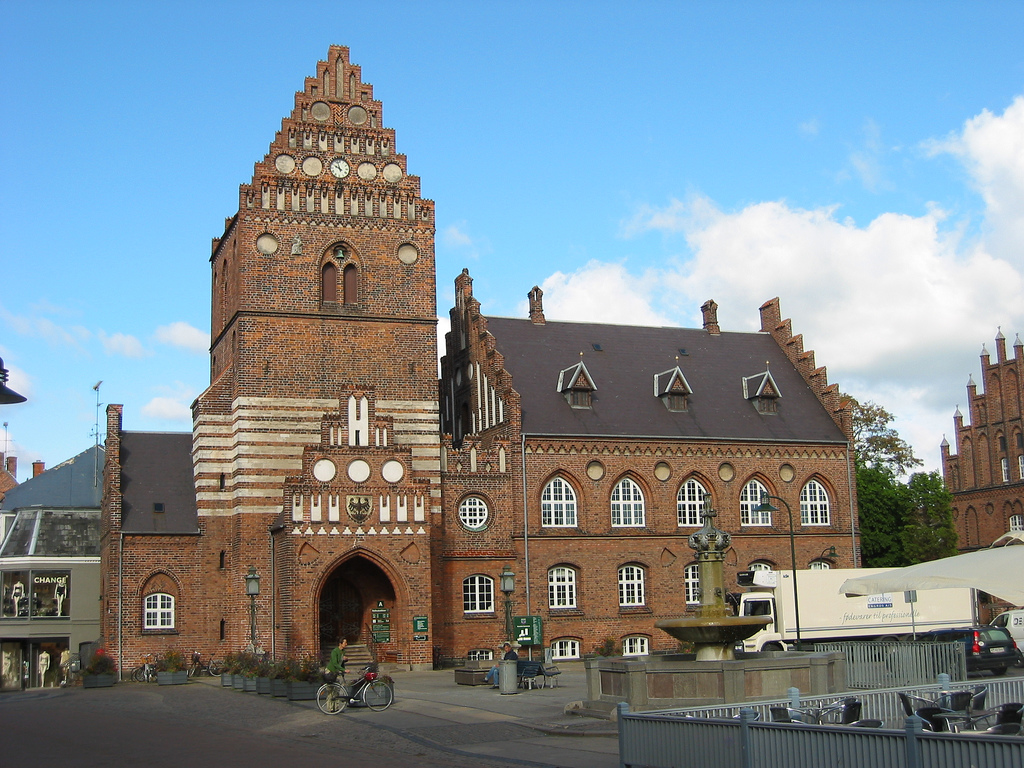
L'hôtel de ville.

De 1970 à 2006, Roskilde est la préfecture de l'ancien département danois Roskilde amt, qui s'étendait sur 891 km2 au centre de l'île de Seeland. Depuis, la municipalité de Roskilde est la plus grande de la région de Sjælland, bien que le chef-lieu soit Sorø.

## Culture et patrimoine

### Cathédrale de Roskilde
La cathédrale de Roskilde est l'une des attractions majeures de la ville de Roskilde. Le fait que cette cathédrale ait été la seule de Seeland jusqu'au XXe siècle, et que la plupart des rois et reines du Danemark y furent inhumés témoigne de l'importance ancienne de la ville.

### Musée des navires vikings
Le Musée des navires vikings de Roskilde est un musée des bateaux vikings, il commémore cette époque et expose des navires du XIe siècle. C'est dans l'atelier du musée que fut construit à l'ancienne le Skuldelev 2, la réplique d'un des bateaux viking exposé ici dont l'original date de 1042. Le Sea Stallion from Glendalough, c'est son nom, fit la traversée de Roskilde à Dublin durant l'été 2006 avec une soixantaine de rameurs volontaires à son bord.

## Événements

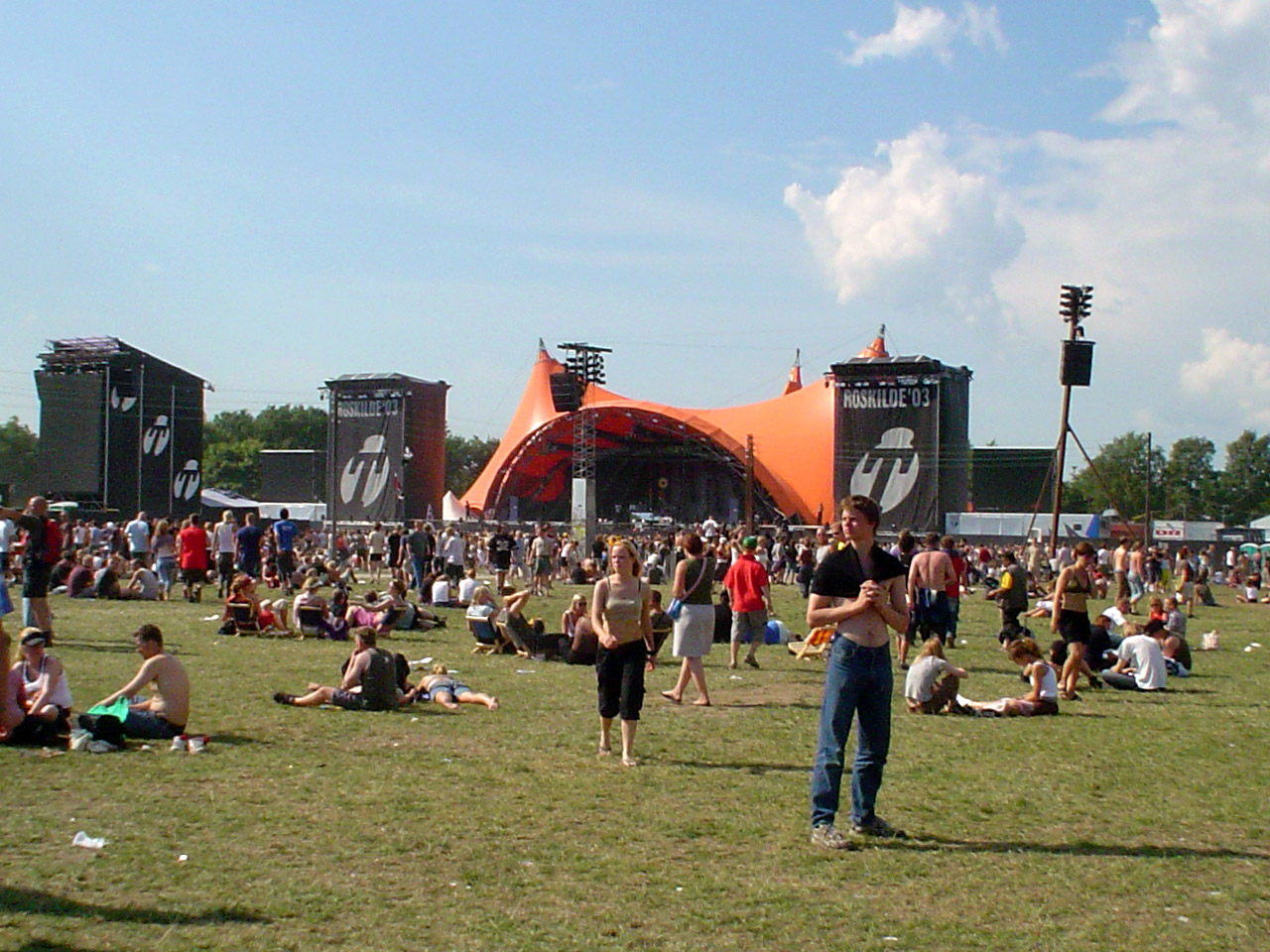
Festival de Roskilde 2003.

Le festival de Roskilde au mois de juillet, lancé en 1971, est devenu d'année en année l'un des plus importants festivals pop-rock en Europe. Il compte en moyenne 100 000 personnes qui se rassemblent pour profiter de groupes de musiques divers internationaux, ainsi que d'une ambiance unique. À noter que les bénéfices engendrés par ce festival sont versés à une œuvre caritative différente d'une année à l'autre.

## Personnalités
- Thomas Ebert (1973-), double champion olympique d'aviron.
- Peter Madsen (1978-), footballeur international danois.
- Joy Mogensen (1980-), ministre de la Culture et des Affaires ecclésiastiques de 2019 à 2021.
- Kevin Magnussen (1992-), pilote de formule 1 est né à Roskilde.